# Commission scolaire des Hauts-Bois-de-l'Outaouais
 (avril 2025).
Pour les raisons suivantes :
- Les commissions scolaires québécoises étaient une forme de gouvernement local composé de commissaires élus et disposant de pouvoirs de taxation. Leur admissibilité dans Wikipédia est bien établie.
- Par contre, les centres de service scolaires sont plutôt des centres administratifs relevant du ministère de l'Éducation. Leur mode de gestion et leurs pouvoirs sont différents de ceux des commissions scolaires. Leur admissibilité selon les critères de Wikipédia n'a pas encore été démontrée.
- Vu leur nature différente, les éventuels articles sur les centres de services scolaires devraient être distincts de ceux des commissions scolaires, et non des renommages de ceux-ci.
- Les contributeurs sont invités à discuter de ce sujet sur Discussion Projet:Québec.

 (août 2019).
Si vous disposez d'ouvrages ou d'articles de référence ou si vous connaissez des sites web de qualité traitant du thème abordé ici, merci de compléter l'article en donnant les références utiles à sa vérifiabilité et en les liant à la section « Notes et références ».
La commission scolaire des Hauts-Bois-de-l’Outaouais (CSHBO) est une ancienne commission scolaire québécoise qui offrait des services d'enseignement à près de 3 000 élèves, jeunes et adultes. 
Elle regroupait lors de son abolition 20 écoles primaires, trois écoles secondaires, deux centres de formation professionnelle et un centre d'éducation des adultes dispensant une formation générale sur six sites du territoire.
Sur ce vaste territoire grand comme la Belgique qui regroupe les régions de la Vallée de la Gatineau et du Pontiac, les principaux centres urbains sont Maniwaki, Gracefield, Fort-Coulonge et Shawville.
Le centre de services scolaire des Hauts-Bois-de-l’Outaouais, qui a succédé à la commission scolaire le 15 juin 2020, a divisé le territoire en cinq districts.